# Cederberg
Cederberg es un municipio local sudafricano situado en el distrito de West Coast, en la provincia de Cabo Occidental.

## Superficie
Cederberg tiene una superficie de 8008 km².

## Demografía
En 2022, tenía 55 108 habitantes, una densidad poblacional de 6,88 hab./km², y 15 912 viviendas.